# Sakombi Inongo
Dominique Sakombi Inongo (Kinshasa, 18 augustus 1940 - aldaar, 28 september 2010) was een Congolees politicus. Sakombi was Minister van Informatie in het toenmalige Zaïre; hij werd benoemd op 7 december 1970 en bekleedde deze functie gedurende vele jaren. In deze rol was hij verantwoordelijk voor de persoonlijkheidscultus rondom dictator Mobutu Sese Seko. Na de val van Mobutu werkte Sakombi nog enige tijd voor diens opvolger, Laurent-Désiré Kabila.